# Pedro Gomes de Argolo Ferrão
Pedro Gomes de Argolo Ferrão (Bahia, 1835 — Rio Grande do Sul, 1899) foi um médico e político brasileiro.
Foi capitão - primeiro-cirurgião do Hospital Militar do Desterro (18 de janeiro de 1879).
Foi deputado à Assembleia Legislativa Provincial de Santa Catarina na 22ª legislatura (1878 — 1879), como suplente convocado.